# 2014 MT69

2014 MT69 (anteriormente etiquetada 0720090F  por la nomenclatura definida el telescopio espacial Hubble (HST), y 7 en el contexto de la misión New Horizons) es un objeto del cinturón de Kuiper ( KBO ) y era un posible objetivo para ser sobrevolado por la sonda New Horizons.

## Descubrimiento y denominación
2014 MT69 fue descubierto con la ayuda del (HST) ya que el objeto tiene una magnitud de 27,3, que es demasiado débil para ser observadas por otros telescopios. Las observaciones, desde el HST, comenzaron en junio del año 2014, buscando posibles objetivos para la sonda New Horizons, siendo las más exhaustivas entre los meses de julio y agosto de 2014. Fue visto por vez primera durante las observaciones del 24 de junio de 2014, siendo designado 0720090F en ese momento, apodado 7 para abreviar. En octubre del año 2014, la NASA reveló que podría ser un objetivo potencial para ser sobrevolado Su existencia como un objetivo potencial de la sonda New Horizons fue revelado por la NASA en octubre de 2014,  su nombre oficial 2014 MT69 no fue conocido  hasta marzo del año 2015 que el Centro de Planetas Menores decidió bautizarlo cuando se hubo recopilado mayor y más fiable información sobre su órbita. Tras hacer un seguimiento de su órbita, se observa que tiene una incertidumbre orbital de 9, al ser tan  extremadamente grande, dejó de tener interés como objetivo potencial para la sonda y dejaron de hacerle el seguimiento.

## Objetivos potenciales para la misiónNew Horizons
Tras haber conseguido su objetivo sobre Plutón, redireccionaron la sonda New Horizons para poner rumbo al KBO y sobrevolar al menos uno de los posibles objetivos seleccionados, el conocido como 2014 MT69 es el más pequeño en diámetro al tener entre 27 y 92 km (17 y 57 mi), tenía más posibilidades de ser el destino final, pero las observaciones de su órbita terminaron por sacarlo de los posibles destinos. Solo quedaban dos objetivos potenciales, los KBO denominados 2014 MU69 y 2014 PN70, teniendo la sonda combustible suficiente para alcanzar hacia cualquiera de los dos, otro objetivo propuesto, el 2014 OS393, también dejó de tenerse en cuenta como objetivo potencial.
El 28 de agosto de 2015, el equipo de New Horizons anunció que 2014 MU69 sería definitivamente el próximo objetivo a sobrevolar.